# Parole crociate (programma televisivo)
Parole crociate è stato un programma televisivo italiano ideato da Davide Tortorella, prodotto e sponsorizzato da La Settimana Enigmistica (il cui titolo è un marchio registrato della nota rivista) e trasmesso dal 9 maggio 2011 sul canale digitale free Iris alle ore 13 dal lunedì al venerdì. Dal 18 luglio è andato in onda su Rete 4 alle 9.55, stavolta dal lunedì al sabato, fino alla metà di agosto.

## Il programma

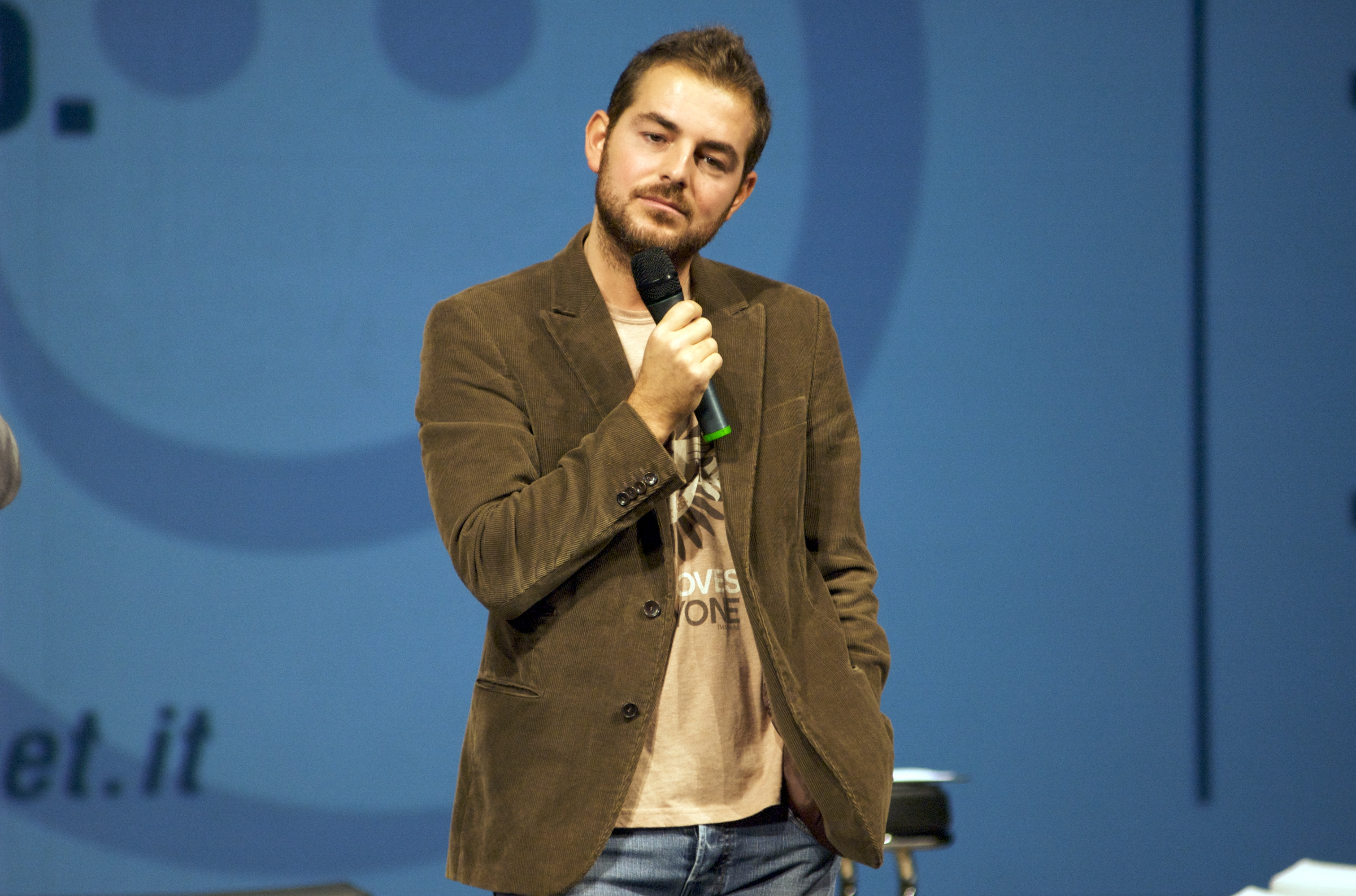
Daniele Bossari

Si tratta di un quiz che prevede giochi enigmistici, condotto da Daniele Bossari. In ogni puntata due appassionati del genere si cimentano nella risoluzione di uno schema di parole crociate 10x16. Il primo che riesce a individuare tre caselle verdi nascoste nello schema è il vincitore e ha il diritto di cimentarsi nella prova del Bersaglio, che consiste nell'effettuare un percorso netto tra la parola di partenza e la parola di arrivo secondo le medesime regole del classico gioco della Settimana Enigmistica, con la differenza di poter scegliere tra più opzioni di risposta, e ritentare dopo ogni errore. Se riesce a compiere il percorso netto entro 60 secondi, ha diritto al premio, che consiste in un iPad 2. In caso contrario, rimane comunque campione in carica e ha il diritto di sfidare un altro concorrente, e in caso di vittoria a cimentarsi nuovamente nella prova.